# Cens d'Aranda
El Cens del Comte d'Aranda, president del Consell de Castella, es va realitzar entre 1768 i 1769, durant el regnat de Carles III d'Espanya. Va ser encomanat als bisbes, que van rebre instruccions perquè, mitjançant els rectors de les seves diòcesis, es recollissin les dades de les mateixes en un formulari.

## El formulari
Se'ls va requerir que indiquessin en aquest formulari les circumstàncies personals de tots els habitants adscrits: l'edat (fins a 7, de 7 a 16, de 16 a 25, de 25 a 40, de 40 a 50, i majors de 50 anys), el sexe i l'estat civil, aportant també informació complementària del nombre d'exempts (d'impostos) per la seva condició d'Hidalguía, Reial Servei, Reial Hisenda, Croada i Inquisició, així com l'enumeració d'eclesiàstics o servents de l'Església i dels Hospitals.

## La documentació
De la documentació original només es disposa en l'Arxiu Històric Nacional d'Espanya la referent a tres bisbats. Al segle xviii es van realitzar diverses còpies dels documents originals que es conserven a la biblioteca de la Reial Acadèmia de la Història, encara que falten dades d'alguns bisbats i de diversos pobles.
Els resultats totals van ser estimats en uns 9,3 milions d'habitants. Malgrat que els demògrafs consideren que les dades del posterior Cens de Floridablanca (1775-1787) són més fiables, és considerat el primer cens espanyol, doncs abasta tot el territori de l'Estat i, per primera vegada, es comptabilitzen persones i no veïns, encara que s'ometen els de les terres dels ordes militars. També, per primera vegada, es classifica la població per sexe i edat. No obstant això, cap dels dos censos esmentats pertanyen a la sèrie estadística, ja que solen incloure's en l'últim tram de l'època preestadística.